# 몬텔레오네디스폴레토
몬텔레오네디스폴레토(이탈리아어: Monteleone di Spoleto)는 이탈리아 움브리아주 페루자도에 위치한 코무네다. 움브리아에서 아주 외딴 마을중 하나이며, 노르차와 카시아에서 라치오 주의 레오네사와 리에티로 가는 산악 도로에 위치해있다.
몬텔레오네는 세계에서 큰 규모의 고고학 유적지중 한 곳으로 유명하며, 기원전 6세기의 에트루리아 전차가 발견되어, 20세기에 뉴욕 메트로폴리탄 박물관에서 보관중이다. 그 전차의 모사품이 몬텔레오네에서 전시하고 있다.